# Набережная Файнора

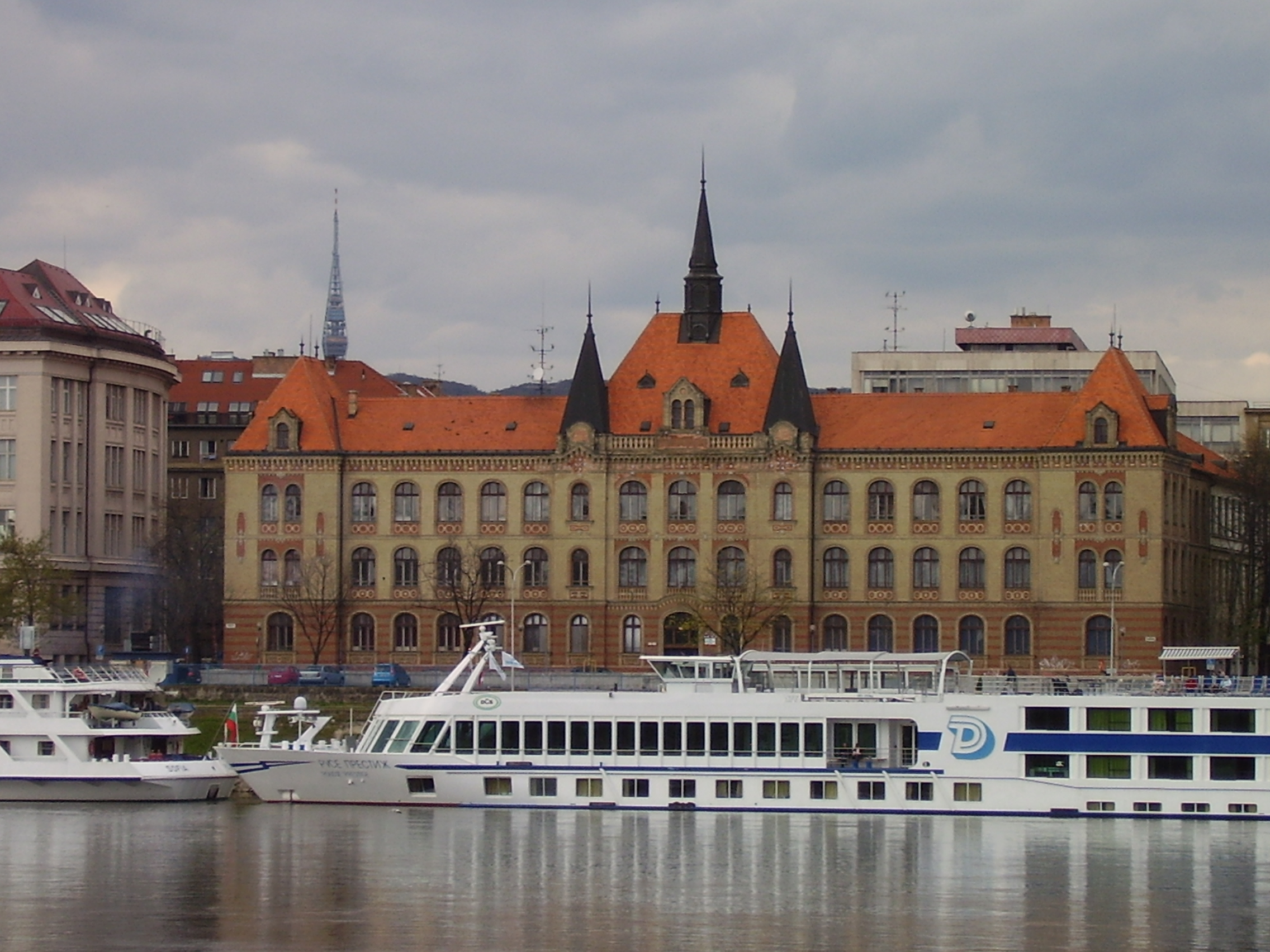
Часть набережной Файнора, Государственный машиностроительный техникум

Набережная Файнора (словац. Fajnorovo nábrežie, нем. Fadrusz János Quai, венг. Fadrusz János-kőpart) — набережная на левом берегу Дуная в историческом центре Братиславы, в городском районе Старый город. Современное название дано в честь словацкого композитора, юриста и деятеля культуры Штефана Файнора (1844-1909). 
Начинается с поворота с Набережной Ваянского у Купельной (Курортной) улицы, идёт вдоль Дуная в сторону улицы Гондова до въезда на Старый мост.
Наиболее значимые здания на Набережной Файнора: пассажирский порт, Словацкий национальный музей, государственный машиностроительный техникум, а также юридический и философский факультеты Братиславского университета имени Я.А.Коменского.